# لين تشيري
لين تشيري (بالإنجليزية: Lynne Cherry)‏ هي كاتِبة وكاتبة للأطفال أمريكية، ولدت في 5 يناير 1952.

## وصلات خارجية
- الموقع الرسمي